# Charmois-devant-Bruyères
Charmois-devant-Bruyères ([ʃaʁmˈwa dəˈvɑ̃ bʁɥiˈjɛʁ] ) ist eine französische Gemeinde mit 379 Einwohnern (Stand: 1. Januar 2022) im Département Vosges in der Region Grand Est. Sie gehört zum Arrondissement Saint-Dié-des-Vosges (bis 2024 Épinal) und ist Mitglied im Gemeindeverband Communauté de communes Bruyères-Vallons des Vosges. Die Bewohner werden Chorbolants und Chorbolantes genannt.

## Geografie
Die Gemeinde Charmois-devant-Bruyères liegt in den Vogesen auf einer Höhe von 410 m über dem Meeresspiegel, etwa zwölf Kilometer östlich von Épinal.

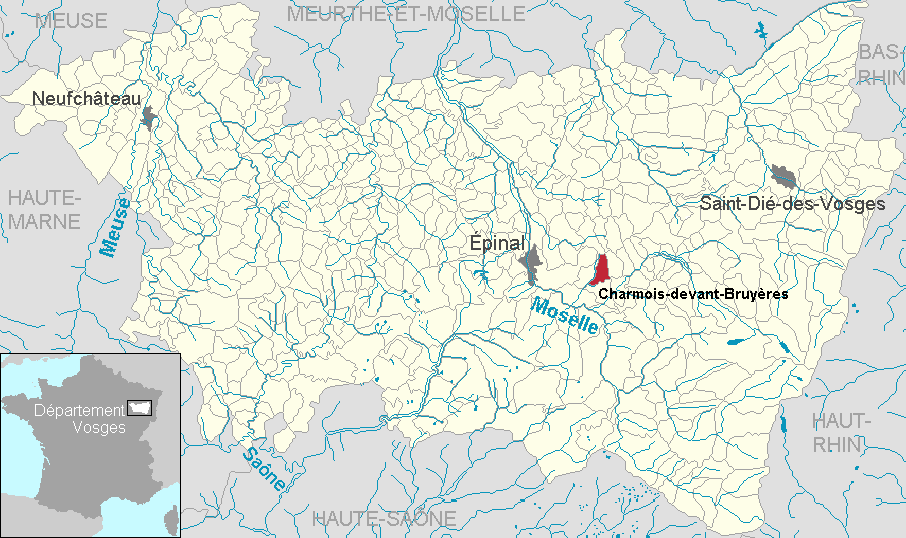
Lage der Gemeinde Charmois-devant-Bruyères im Département Vosges

Die Fläche des 6,61 km² großen Gemeindegebietes umfasst den oberen Teil des Tales des Ruisseau d’Argent, einem Gebirgsbach, der in Archettes in die Mosel mündet. Im Nordwesten leitet ein Pass (445 m) in das Tal des Ruisseau le St-Oger – ebenfalls ein Mosel-Nebenfluss – über.
Die Hauptsiedlungsachse ist die in Nord-Süd-Richtung verlaufende Grand Rue, von der im Dorfzentrum Straßen in andere Richtungen abzweigen. Die höheren Lagen, etwa ein Drittel des Gemeindeareals, sind bewaldet (Noir Bois), unterhalb etwa 470 m Meereshöhe dominieren Weide- und Ackerflächen.
Zu Charmois-devant-Bruyères gehört der nordwestlich gelegene Ortsteil Pont Bresson.
Nachbargemeinden von Charmois-devant-Bruyères sind Aydoilles im Norden, Le Roulier im Osten, Cheniménil im Süden sowie La Baffe im Westen.

## Geschichte
Der Name Charmois stammt vom lateinischen Carpinetum für Hainbuche ab (französisch charme).
Die bis 1830 bestehende Doppelgemeinde Charmois-le-Roulier unterstand wie die Nachbargemeinden Aydoilles und Deycimont den Herzögen von Lothringen und der Abtei Remiremont. Die Äbtissinnen des Stiftes und der Propst von Bruyères teilten sich den Zehnten: er belief sich für jeden Einwohner der Dörfer pro Jahr auf vier Körbe Hafer und sechs Hennen.
Durch Teilung entstanden 1830 aus der Gemeinde Charmois-le-Rouillier die Gemeinden Charmois-devant-Bruyères und Le Roulier.

### Bevölkerungsentwicklung
| Jahr      | 1962 | 1968 | 1975 | 1982 | 1990 | 1999 | 2010 | 2021 |
| --------- | ---- | ---- | ---- | ---- | ---- | ---- | ---- | ---- |
| Einwohner | 324  | 338  | 272  | 336  | 380  | 404  | 414  | 380  |

Im Jahr 1821 wurde mit 706 Bewohnern die bisher höchste Einwohnerzahl ermittelt. Die Zahlen basieren auf den Daten von cassini.ehess und INSEE.

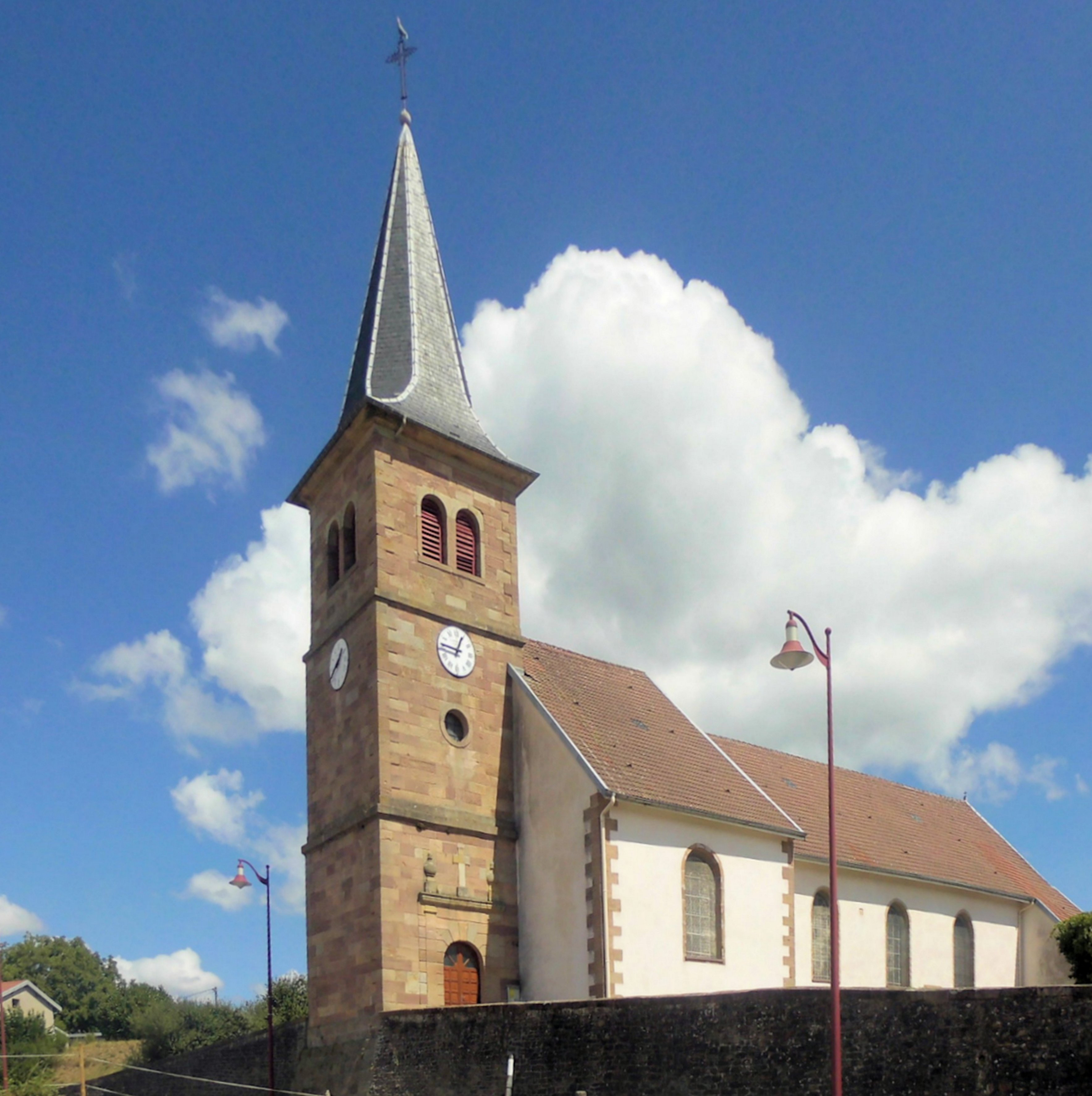
Kirche Sainte-Gébétrude

## Sehenswürdigkeiten
- Kirche Sainte-Gébétrude aus dem 18. Jahrhundert mit einem Altar aus vergoldetem Holz und doppeltem Tabernakel

## Wirtschaft und Infrastruktur
In der Gemeinde sind sieben Landwirtschaftsbetriebe ansässig (Milchwirtschaft, Rinderzucht). Darüber hinaus existiert ein Sägewerk. Einige Bewohner pendeln in die nahegelegenen Gewerbegebiete an Vologne und Mosel.
Die Gemeinde ist Grundschulstandort und verfügt über einen Kindergarten.
Charmois-devant-Bruyères liegt abseits der überregionalen Verkehrsströme. Die Nachbargemeinde Docelles ist an die Fernstraße D 11 / D 417 von Remiremont über Gérardmer nach Colmar angeschlossen. Der nächste Bahnhof liegt in der drei Kilometer entfernten Gemeinde Docelles an der von der TER Lorraine betriebenen Bahnstrecke Arches–Saint-Dié.

## Belege
1. ↑  Charmois-devant-Bruyères auf cassini.ehess
2. ↑  Charmois-devant-Bruyères auf INSEE
3. ↑  Landwirtschaftsbetriebe auf annuaire-mairie.fr (französisch)